# 艾哈邁德·愛敏

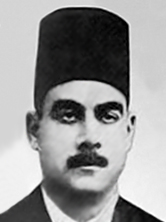
艾哈邁德·愛敏

艾哈邁德·愛敏（أحمد أمين，Ahmad Amin，1886年10月1日—1954年5月30日），是一位埃及穆斯林历史学家、作家、宗教学者。他最著名的成就是撰写了《阿拉伯-伊斯兰文化史》。